# Tratado de Astaná
El Tratado de Astaná que marcó la fundación de la Unión Económica Euroasiática, se firmó en la capital kazaja, entre los representantes de Kazajistán, Bielorrusia y la Federación Rusa. Fue firmado el 29 de mayo de 2014 por los presidentes de cada país: Nursultán Nazarbáyev, presidente de Kazajistán y anfitrión del tratado,  Aleksandr Lukashenko, presidente de Bielorrusia y Vladímir Putin, presidente de la Federación Rusa.
Los tres líderes signatarios consideraron a la firma del tratado un acontecimiento histórico y memorable, dirigiéndose a una reunión de casi 1.000 invitados - incluyendo los presidentes Serzh Sargsián, de Armenia (que se convirtió en miembro de pleno derecho el 2 de enero de 2015) y Almazbek Atambayev de Kirguistán. Este último país firmó un acuerdo de adhesión a la Unión Económica Euroasiática el 23 de diciembre de 2014 y obtuvo el estatus de "país candidato", con el objetivo de convertirse en Estado miembro de pleno derecho, el 1 de mayo de 2015.
Las demás repúblicas centroasiáticas, Tayikistán, Uzbekistán y Turkmenistán también fueron invitadas a formar parte de la Unión Económica Euroasiática. Actualmente los países miembros de la unión económica, y representantes de los países candidatos se encuentran abocados en establecer las pautas para la futura ampliación de este bloque económico.